# Rencontre cosmique (jeu)
Pour les articles homonymes, voir Rencontre cosmique (homonymie).
Rencontre Cosmique (Cosmic Encounter) est un jeu de société de science-fiction pour 5 joueurs maximum (éventuellement jusqu'à 8 avec certaines extensions). Chaque joueur incarne un extraterrestre ayant un pouvoir particulier qui modifie un point du règlement. Ce pouvoir est soit facultatif soit obligatoire.
Le but est d'acquérir cinq bases sur les planètes des adversaires.

Plusieurs extensions ont été éditées à la suite des règles de base.

## Système de jeu
L’intérêt du jeu est de fonctionner à partir d'un ensemble fixe de règles, qui peut être ensuite modifié par d'autres éléments du jeu.

## Influences
Le principe du jeu Cosmic encounter selon lequel, un ensemble simple de règles de bases peuvent être modifiées, a été utilisé dans d'autres jeux à la ensuite ; par exemple le jeu de plateau Dune.